# Amphoe Pla Pak
Amphoe Pla Pak (thailändisch อำเภอ ปลาปาก) ist ein Landkreis (Amphoe – Verwaltungs-Distrikt) der Provinz Nakhon Phanom. Die Provinz Nakhon Phanom liegt in der Nordostregion von Thailand, dem so genannten Isan.

## Geographie
Benachbarte Bezirke (von Norden im Uhrzeigersinn): die Amphoe Mueang Nakhon Phanom, Renu Nakhon, Na Kae und Wang Yang der Provinz Nakhon Phanom sowie die Amphoe Phon Na Kaeo und Kusuman in der Provinz Sakon Nakhon.

## Geschichte
Das Gebiet des heutigen Landkreises war ursprünglich ein Tambon im Amphoe Mueang Nakhon Phanom. Am 16. Juni 1965 wurde es zum „Zweigkreis“ (King Amphoe) heraufgestuft, zunächst bestehend aus den drei Tambon Pla Pak, Nong Hi und Ku Ta Kai. Der erste Kreisvorsitzende war ein gewisser Winai Bunratnaplin (ร.ท.วินัย บุญรัตนผลิน). Am 17. November 1971 wurde Pla Pak zum Amphoe heraufgestuft.

## Verwaltung

### Provinzverwaltung
Der Landkreis Pla Pak ist in acht Tambon („Unterbezirke“ oder „Gemeinden“) eingeteilt, die sich weiter in 85 Muban („Dörfer“) unterteilen.
| Nr. | Name          | Thai       | Muban | Einw.  |
| --- | ------------- | ---------- | ----- | ------ |
| 01. | Pla Pak       | ปลาปาก     | 16    | 10.695 |
| 02. | Nong Hi       | หนองฮี      | 12    | 07.730 |
| 03. | Kutakai       | กุตาไก้      | 12    | 09.071 |
| 04. | Khok Sawang   | โคกสว่าง    | 0-    | 04.729 |
| 05. | Khok Sung     | โคกสูง      | 0-    | 05.459 |
| 06. | Maha Chai     | มหาชัย      | 08    | 05.931 |
| 07. | Na Makhuea    | นามะเขือ    | 11    | 06.362 |
| 08. | Nong Thao Yai | หนองเทาใหญ่ | 0-    | 03.189 |

### Lokalverwaltung
Es gibt eine Kommune mit „Kleinstadt“-Status (Thesaban Tambon) im Landkreis:
- Pla Pak (Thai: เทศบาลตำบลปลาปาก) besteht aus Teilen des Tambon Pla Pak.

Außerdem gibt es acht „Tambon-Verwaltungsorganisationen“ (องค์การบริหารส่วนตำบล – Tambon Administrative Organizations, TAO):
- Pla Pak (Thai: องค์การบริหารส่วนตำบลปลาปาก)
- Nong Hi (Thai: องค์การบริหารส่วนตำบลหนองฮี)
- Kutakai (Thai: องค์การบริหารส่วนตำบลกุตาไก้)
- Khok Sawang (Thai: องค์การบริหารส่วนตำบลโคกสว่าง)
- Khok Sung (Thai: องค์การบริหารส่วนตำบลโคกสูง)
- Maha Chai (Thai: องค์การบริหารส่วนตำบลมหาชัย)
- Na Makhuea (Thai: องค์การบริหารส่วนตำบลนามะเขือ)
- Nong Thao Yai (Thai: องค์การบริหารส่วนตำบลหนองเทาใหญ่)